# Schoenoplectus deltarum
Schoenoplectus deltarum är en halvgräsart som först beskrevs av Alfred Ernest Schuyler, och fick sitt nu gällande namn av Jiří Soják. Schoenoplectus deltarum ingår i släktet sävsläktet, och familjen halvgräs. Inga underarter finns listade i Catalogue of Life.